# Jackass Presents: Bad Grandpa
Jackass Presents: Bad Grandpa es una comedia filmada con cámara oculta y de dibujos animados en 2013,  dirigida por Jeff Tremaine y escrita por Tremaine y Johnny Knoxville. Es la cuarta entrega de la serie de películas Jackass. La película está protagonizada por Johnny Knoxville y Justin Roiland. Fue producido por MTV Films y Dickhouse Producciones y distribuida por Paramount Pictures. La película fue estrenada el 25 de octubre de 2013.

## Argumento
Hay un cambio en la vida de Irving Zisman (Johnny Knoxville), de 86 años, ya que su esposa Ellie (Catherine Keener) acaba de fallecer. En el funeral, su hija Kimmie (Georgina Gates) lo presenta con el nieto de 12 años de edad de Irving, Billy (Justin Roiland) y le dice que va a volver a la cárcel por violar su libertad condicional y le ordena a Irving que lleve a Billy con su padre.

## Recepción
En IMDb obtuvo un 6.9 de puntuación y un 61% en Rotten Tomatoes.

## Premios
Premios Óscar
| Año  | Categoría        | Receptor       | Resultado |
| ---- | ---------------- | -------------- | --------- |
| 2013 | Mejor Maquillaje | Stephen Prouty | Nominado  |